# Lipa Łużycka
Lipa Łużycka – nieczynna stacja kolejowa w Lipnej, w województwie lubuskim, w Polsce.